# Exechia dorsalis
Exechia dorsalis är en tvåvingeart som först beskrevs av Rasmus Carl Staeger 1840.  Exechia dorsalis ingår i släktet Exechia och familjen svampmyggor. Arten är reproducerande i Sverige. Inga underarter finns listade i Catalogue of Life.